# El hechicero y la serpiente blanca
The Sorcerer and the White Snake (chino tradicional: 白蛇傳說之法海; chino simplificado: 白蛇传说之法海; mandarín: Bái Shé Chuán Shuō Zhī Fǎ Hǎi; cantonés: Baak6 Se4 Cyun4 Syut3 Zi1 Faat3 Hoi2), anteriormente conocida como It's Love y Madame White Snake, es una película de fantasía y acción de 2011 dirigida por Tony Ching y protagonizada por Jet Li. Está basada en la legenda china, Legend of the White Snake. La producción comenzó el 10 de septiembre de 2010, y finalizó el 16 de enero de 2011. La película está en 3D y se mostró fuera de competencia en el Festival Internacional de Cine de Venecia de 2011 el 3 de septiembre de 2011. Fue lanzada en China continental el 28 de septiembre de 2011 y en Hong Kong el 29 de septiembre.

## Argumento
Abbott Fahai y su asistente Neng Ren se dirigen hacia una tormenta de nieve a través de una puerta mágica. Una arpía de hielo aparece en la cima de las montañas y convierte al impetuoso Neng Ren en una estatua de hielo. Luego revela su pasado y razones para matar a todos los hombres. Incapaz de persuadir a la arpía de hielo para que entregue una nueva hoja, Fahai se ve obligado a luchar contra ella. La batalla termina con Fahai capturando a la arpía de hielo usando un cazador de demonios, que libera a Neng Ren del hielo. Neng Ren tiene la tarea de confinar a la arpía de hielo en la Pagoda de Lei Feng, y el maestro y el ayudante vuelven a la puerta que desaparece después de cerrarse detrás de ellos. En la pagoda, Neng Ren transfiere a la arpía de hielo del cazador de demonios al círculo mágico, que contiene otros demonios atrapados en él.
En el otro lado de la montaña, dos demonios serpientes femeninas (Qingqing y Susu) están jugando, disfrutando de su tiempo cuando ven a un médico, Xu Xian, recogiendo hierbas al pie de la montaña con sus amigos.
Qingqing, al ser una serpiente juguetona, lo asusta y lo hace caer al lago. Susu, siendo más amable, adopta la forma humana y besa a Xu Xian, lo que permite que la esencia vital fluya de ella hacia su cuerpo, salvándolo así. Pronto, Xu Xian se despierta y les dice a sus amigos que una hermosa joven lo besó, lo que solo les hace reír.
Después de encontrar a una víctima de un demonio murciélago, Fahai y Neng Ren abandonan el templo de inmediato para someter al murciélago demonio, y así evitar más bajas. Xu Xian se encuentra con ellos y ofrece un paseo en bote a la ciudad. Susu comienza a pensar en el día en que besó a Xu Xian y decide ir a la ciudad a buscarlo.
Mientras Qingqing está explorando la ciudad, se encontró con Neng Ren y decidió ayudarlo a someter al demonio murciélago al revelar su ubicación. Neng Ren derrota a las cohortes del demonio murciélago, pero no puede someter al rey demonio murciélago que lo muerde. A pesar de que Fahai lo salvó posteriormente, Neng Ren comienza a convertirse en un demonio murciélago al día siguiente y decide huir.
Mientras tanto, después de una serie de bromas, Xu Xian reconoce a Susu y pasan la noche juntos, lo cual es bastante desafortunado para él, ya que no sabe que hizo el amor con una serpiente en forma humana.
Neng Ren es encontrado por Qinqing y los dos se hacen amigos. Se dan cuenta de que Neng Ren, a pesar de convertirse en un demonio murciélago, todavía mantiene sus cualidades humanas. Mientras tanto, Xu Xian y Susu se casan. Poco después de que Fahai viera que las medicinas de Xu Xian tienen una sustancia misteriosa, le da a Xu Xian una daga que puede matar demonios. Susu es perseguida por Fahai, quien le dice que se aleje de Xu Xian y le salve. sin embargo, ella se niega, y Fahai y sus discípulos la invaden junto con la cabaña de Xu Xian. Susu lucha contra la batalla en su forma de serpiente, pero es apuñalada por Xu Xian sin darse cuenta de su verdadera identidad. Susu escapa pero está gravemente herida. Xu Xian, después de darse cuenta de lo que ha hecho, decide obtener la raíz espiritual para sanarla.
Ayudado por un amigo de Susu, un ratón, Xu Xian logra recuperar una raíz guardada dentro de la Pagoda de Lei Feng que podría salvar a Susu, pero está poseída por demonios ya que la raíz era lo que mantenía a estos en su lugar. Fahai y los otros monjes capturan a Xu Xian y se preparan para lanzar hechizos que destierren a los demonios de su cuerpo. Susu se recupera y va a buscar a Xu Xian junto con Qinqing. Ellos se enfrentan con Fahai, quien trata de explicarles que el hechizo no debe romperse antes de que se complete. Susu, sin embargo, no le cree y lo acusa de tratar de separarlos para que las dos hermanas comiencen a luchar contra Fahai. Susu y Qingqin deciden inundar el templo ya que Fahai no va a dejar ir a Xu Xian. Después de innumerables heridas, Fahai se recuesta exhausto. Mientras mira a su alrededor, ve a Neng Ren ayudando a salvar a sus antiguos colegas, los monjes del templo, que estaban tratando de completar el hechizo para liberar a Xu Xian de los demonios. Él mira hacia el cielo y pregunta si estuvo en lo cierto al haber sido un cazador de demonios toda su vida.
Susu libera a Xu Xian del hechizo después del cual Xu Xian no tiene ningún recuerdo de Susu. Susu culpa a Fahai, después de lo cual tienen una última batalla. Fahai logra atrapar a Susu en el templo de la Pagoda Lei Feng. En este punto, Susu se arrepiente y le pide ver a Xu Xian por última vez, ya que ella podría aceptar cualquier castigo siempre que ella pudiera verlo una vez más. Simultáneamente, Fahai obtiene la respuesta a su pregunta y entiende lo que debe hacer. Lleno del espíritu divino, levanta la pagoda para permitir que el último deseo de Susu se haga realidad.
Después de una breve reunión con Xu Xian, ella le cuenta su historia de haber meditado durante mil años antes de conocerlo. Ella le dice que valió menos de un momento con él, que incluso él no la recuerda, su recuerdo de amor con él es suficiente, y que incluso si tiene que morir o vivir con dolor, no lo hará. Lamentó lo mucho que ella tiene que sufrir para verlo por última vez. Ella lo besa, lo que lo recuerda todo. Cuando la pareja se va a besar por última vez, Susu es absorbida de vuelta al templo, dejando a Xu Xian persiguiéndola mientras ambos lloran y se extienden unos a otros.
Qingqing, viendo todo esto desde la distancia con Neng Ren, le dice que no quiere amar a nadie, ya que su hermana amaba a Xu Xian, y se va diciendo que nunca será un verdadero demonio murciélago de todos modos.
Después de esto, vemos a Xu Xian recogiendo hierbas alrededor del templo y dentro de Susu ha vuelto a su verdadera forma como una serpiente blanca atrapada dentro del templo. Se ve a Fahai caminando por la ladera de la montaña cuando, de repente, Neng Ren (ahora un completo demonio murciélago) aparece junto a él, tirandole una manzana para comer Fahai le dice que ya se ha acostumbrado a su nueva apariencia y continúan juntos el viaje juntos.

## Reparto
- Jet Li como Abbott Fahai (法海).
- Raymond Lam como Xu Xian (许仙).
- Huang Shengyi como la Serpiente blanca/Susu (素素).
- Charlene Choi como la Serpiente verde/Qingqing (小青).
- Wen Zhang como Neng Ren (能忍).
- Jiang Wu como Tortuga diablo (龜妖).
- Vivian Hsu como Ice Harpía de hielo (雪妖).
- Miriam Yeung como Conejo diablo (兔).
- Chapman To como el Sapo monstruo/Gugu (蛤蟆怪).
- Law Kar-ying como el Misterioso herbolario (神秘藥師).
- Lam Suet como el Pollo diablo (雞妖).
- Sonija Kwok como Bu Ming (不明).
- Angela Tong como el Gato diablo (貓妖).
- Michelle Wai como el Murciélago diablo (蝙蝠妖女).

## Producción
Los actores principales Ethan Juan, Peter Ho, Mark Chao y Raymond Lam audicionaron para el papel principal en la película. Al final, Lam consiguió el papel. Se informó que Juan y Chao fueron retirados porque se consideraba que no eran suficientemente conocidos en China y que la imagen de Ho no era adecuada para el protagonista masculino.
Se anunció que Jet Li era parte del elenco durante la preproducción temprana. Sin embargo, su papel no se reveló hasta septiembre de 2010, cuando se anunciaron los papeles de algunos actores, incluidos Jet Li como Fa Hai, Huang Shengyi como la serpiente blanca, Raymond Lam como Xu Xian, Charlene Choi como la serpiente verde y Wen Zhang, a quien Li invitó para jugar su discípulo Neng Ren.

En cuanto a las escenas de acción, Jet Li dijo que nunca antes había estado tan agotado. Li dijo, 

Raymond Lam dijo que siempre estaba siendo golpeado por otros, 